# Premio Lletra d'Or
El Premio Letra de Oro (en catalán "Lletra d'Or") es una distinción privada e independiente de cualquier institución o empresa editorial que, desde 1956, se concede en Barcelona, y premia cada año al mejor libro del año anterior publicado en lengua catalana.
El premio no está dotado económicamente, y el ganador recibe como recompensa una escultura diseñada por Manuel Capdevila que representa una letra una "phi" griega ("Φ") de orfebrería, símbolo clásico del equilibrio.
El premio nació por iniciativa de un grupo de nueve amigos escritores y aficionados a la literatura en catalán, que en 1956 decidieron organizar el premio. 
Los creadores del premio y primer jurado fueron Enric Badosa, Maria Aurèlia Capmany, Josep Maria Castellet, Antoni Comas, Fèlix Cucurull, Gonçal Lloveras, Joan Teixidor, Frederic-Pau Verrié y Antoni Vilanova.
Se constituyeron en jurado ellos mismos y establecieron los criterios (nunca se ha hecho un reglamento escrito) para elegir a la obra ganadora. Uno de los criterios es que sólo puede premiarse una vez a un autor. Otro, que los miembros del jurado participan en las elecciones por última vez el año en que cumplen cincuenta años, y designan personalmente a su sucesor.
Una de las tradiciones instauradas desde la primera edición es que el editor del libro ganador debe invitar a una buena cena al jurado y al autor de la obra. En el transcurso de la cena un joyero de la familia Capdevila (descendientes del diseñador de la escultura) hace entrega de la escultura al ganador.
Paralelamente, se espera que el editor de la obra ganadora "haga uso y abuso del premio", como dice el propio jurado, premiando al autor de alguna manera, ya sea con una prima económica, o imprimiendo nuevas ediciones del libro.

## Historial
| Edición | Año  | Obra                                                 | Autor                      |
| ------- | ---- | ---------------------------------------------------- | -------------------------- |
| 65.ª    | 2021 | Guillem                                              | Núria Cadenas              |
| 64.ª    | 2020 | Lítica                                               | Lucia Pietrelli            |
| 63.ª    | 2019 | El nus la flor                                       | Enric Casasses             |
| 62.ª    | 2018 | Ermita                                               | Jordi Llavina              |
| 61.ª    | 2017 | Poesía completa                                      | Lluís Solà i Sala          |
| 60.ª    | 2016 | L'esfera insomne                                     | Màrius Sampere             |
| 59.ª    | 2015 | Tantes mudes                                         | Mireia Calafell            |
| 58.ª    | 2014 | Les cròniques del déu coix                           | Joan-Lluís Lluís           |
| 57.ª    | 2013 | El romanço d'Anna Tirant                             | Josep Pedrals              |
| 56.ª    | 2012 | Pagèsiques                                           | Perejaume                  |
| 55.ª    | 2011 | Maletes perdudes                                     | Jordi Puntí                |
| 54.ª    | 2010 | Una educació francesa                                | Joan Daniel Bezsonoff      |
| 53.ª    | 2009 | El dia revolt: literatura catalana de l'exili        | Julià Guillamon            |
| 52.ª    | 2008 | Après moi, le déluge                                 | Lluïsa Cunillé             |
| 51.ª    | 2007 | Si menges una llimona sense fer ganyotes             | Sergi Pàmies               |
| 50.ª    | 2006 | A peu per Mallorca                                   | Josep Maria Espinàs        |
| 49.ª    | 2005 | T'estimo si he begut                                 | Empar Moliner              |
| 48.ª    | 2004 | Pa negre                                             | Emili Teixidor             |
| 47.ª    | 2003 | Al cor de les paraules                               | Montserrat Abelló          |
| 46.ª    | 2002 | L'emperador o l'ull del vent                         | Baltasar Porcel            |
| 45.ª    | 2001 | Verbàlia                                             | Màrius Serra               |
| 44.ª    | 2000 | Vuitanta-sis contes                                  | Quim Monzó                 |
| 43.ª    | 1999 | Quinze generacions d'una família catalana            | Martín de Riquer           |
| 42.ª    | 1998 | Estimat Picasso                                      | Josep Palau i Fabre        |
| 41.ª    | 1997 | L'ombra de l'eunuc                                   | Jaume Cabré                |
| 40.ª    | 1996 | Obra crítica I                                       | Joaquim Molas              |
| 39.ª    | 1995 | Dins el darrer blau                                  | Carme Riera                |
| 38.ª    | 1994 | Les hores detingudes                                 | Ramon Solsona              |
| 37.ª    | 1993 | El sexe dels àngels                                  | Terenci Moix               |
| 36.ª    | 1992 | En quarantena                                        | Narcís Comadira            |
| 35.ª    | 1991 | Triomf del present                                   | Francesc Parcerisas        |
| 34.ª    | 1990 | Fins a un cert punt                                  | Jordi Sarsanedas           |
| 33.ª    | 1989 | Els escenaris de la memòria                          | Josep Maria Castellet      |
| 32.ª    | 1988 | El jove                                              | Blai Bonet                 |
| 31.ª    | 1987 | Semblança                                            | Feliu Formosa              |
| 30.ª    | 1986 | Sandàlies d'escuma                                   | Maria Àngels Anglada       |
| 29.ª    | 1985 | Crítica de la nació pura                             | Joan Francesc Mira         |
| 28.ª    | 1984 | Appassionata                                         | Xavier Benguerel           |
| 27.ª    | 1983 | Història de la llengua catalana                      | Josep Nadal y Modest Prats |
| 26.ª    | 1982 | La capella dels Dolors i altres poemes               | Josep Maria Llompart       |
| 25.ª    | 1981 | Rua de llibres                                       | Joan Brossa                |
| 24.ª    | 1980 | A través de la història i de la cultura              | Miquel Batllori            |
| 23.ª    | 1979 | Invasió subtil i altres contes                       | Pere Calders               |
| 22.ª    | 1978 | L'espai desert                                       | Pere Gimferrer             |
| 21.ª    | 1977 | El llarg viatge                                      | Miquel Martí i Pol         |
| 20.ª    | 1976 | Mirall trencat                                       | Mercè Rodoreda             |
| 19.ª    | 1975 | Les pedres de l'àmfora                               | Vicent Andrés Estellés     |
| 18.ª    | 1974 | I encara les paraules                                | Joan Vinyoli               |
| 17.ª    | 1973 | Del passat quan era present                          | Maurici Serrahima          |
| 16.ª    | 1972 | Lleures i converses d'un filòleg                     | Joan Coromines             |
| 15.ª    | 1971 | L'art català contemporani                            | Alexandre Cirici           |
| 14.ª    | 1970 | Quan tot es trenca                                   | Joan Teixidor              |
| 13.ª    | 1969 | Teoria de la sensibilitat                            | Xavier Rubert de Ventós    |
| 12.ª    | 1968 | Com un núvol lleuger                                 | Marià Manent               |
| 12.ª    | 1967 | Teoria dels cossos                                   | Gabriel Ferrater           |
| 11.ª    | 1966 | Cendra per Martina                                   | Manuel de Pedrolo          |
| 10.ª    | 1965 | La cultura catalana, del Renaixement a la Decadència | Jordi Rubió                |
| 9.ª     | 1964 | Maragall i la Setmana Tràgica                        | Josep Benet                |
| 8.ª     | 1963 | Nosaltres els valencians                             | Joan Fuster                |
| 7.ª     | 1962 | Vacances pagades                                     | Joan Oliver (Pere Quart)   |
| 6.ª     | 1961 | Onze Nadals i un Cap d'Any                           | Josep Vicenç Foix          |
| 5.ª     | 1960 | És a dir                                             | Clementina Arderiu         |
| 4.ª     | 1959 | Els primers comtes catalans                          | Ramon d'Abadal             |
| 3.ª     | 1958 | Absència                                             | Josep Carner               |
| 2.ª     | 1957 | Barcelona                                            | Josep Pla                  |
| 1.ª     | 1956 | Final del laberint                                   | Salvador Espriu            |